# 시타와카 왕국
시타와카 왕국(싱할라어: සීතාවක රාජධානිය)은 오늘날 스리랑카 중남부에 위치했던 왕국이다. 시타와카 왕국은 1521년 비자야바후의 붕괴 이후 코테 왕국의 분열로부터 생겨났다. 그 후 70년이 넘는 기간 동안 왕국은 섬의 대부분을 지배하게 되었다. 시타와카는 또한 1505년에 그 섬에 도착했던 포르투갈인들에게 격렬하게 저항했다. 군사적 성공에도 불구하고 시타와카는 여전히 불안정한 상태로 남아있었고, 안정된 캔디 영토에서 반복되는 반란과 포르투갈과의 광범위하고 종종 파괴적인 분쟁에 맞서 싸워야 했다. 시타와카는 1593년 마지막 왕 라자싱하 1세가 사망한 후 곧 붕괴되었다.

## 역사

### 형성
코테 왕국은 15세기 초에 설립된 이래로 서부 스리랑카의 주요 국가였다. 파라카라마바후 6세 치차에서, 코테 왕국은 스리랑카섬 전체를 하나의 왕관 아래 통합한 마지막 국가였다. 그러나 1467년까지, 북쪽의 자프나 왕국은 독립을 주장했다. 1505년에 최초의 포르투갈인들이 스리랑카에 도착했고, 1518년까지, 대규모의 포르투갈 선박 함대가 콜롬보에 상륙했고 산타 바르바라라고 알려진 요새를 건설하기 시작했다. 동쪽으로, 종속국인 캔디 왕국도 상당한 정도의 독립성을 가지고 운영되었다.
코테의 비자야바후 7세(1509-1521)는 1521년 비자야바후의 넷째 아들 데바라자에게 왕위 계승권이 넘어갈 것을 우려한 세 아들에 의해 '비자야바후 쿠데타'로 알려진 궁전 쿠데타로 축출당했다. 장남은 부바네카바후 7세로 왕위를 계승했고, 나머지 두 아들은 코테의 일부를 차지한 마야둔네와 시타와카의 지배를 받던 파라라자신하가 라이가마 왕국을 세웠다. 캔디 왕국은 사실상 이 세 후계 국가의 통제를 벗어난 상태였다.
시타와카 왕국은 처음에 코스가마, 루완웰라, 야티얀토타, 한웰라, 파두카, 에할리야고다, 쿠루위타, 라트나푸라를 포함한 비교적 작은 지역을 차지했다. 이 지역은 동쪽으로는 캔디와 국경을 접하고 바다에는 접근할 수 없는 언덕이었다. 수도인 오늘날의 아비사웰라는 주변 정글 커버 위 약 1,000 피트 (300 미터) 높이의 블러프 힐 아래에 있는 가파른 언덕 위에 위치해 있었다.

### 부상 (1521~1551)
왕위에 오른 직후 부바네카바후는 시타와카의 잠재적 도전으로부터 왕좌를 지키기 위해 포르투갈과의 관계를 강화하기 시작했다. 지역 저항으로 콜롬보에 요새를 완공하지 못했지만 1524년부터 포르투갈 요원이 왕의 보호 아래 코테에 머물렀고 포르투갈 해군은 말라바리 마필라스와 시나모네레의 지배권을 놓고 경쟁하기 시작했고, 결국 포르투갈 고아 총독이 파견한 군대의 지원을 받은 부바네카바후가 이를 격퇴했다. 1537년 마야둔네의 군대가 콜롬보의 아폰소 데 수자 포르투갈 도독 휘하의 군대에 의해 패배하면서 코테를 점령하려는 또 다른 시도는 실패했고, 이를 지원하기 위해 캘리컷에서 파견된 함대는 베달라이에서 포르투갈군에게 패배했다. 분쟁의 여파로 시타와카와 코테 사이에 휴전이 협상되었고, 마야둔네는 1538년 라이감 반다라(파라라자시냐)가 사망한 후 합병한 라이가마 왕국이 있는 남쪽으로 관심을 돌렸다.
이후 5년 동안 두 차례의 코테 침공이 이어졌다. 1539년에 시작된 첫 번째 침공은 콜롬보의 신임 도독 미겔 페레이라가 조직한 저항으로 실패했다. 캘리컷은 다시 시타와카에 군대와 무기를 제공했지만 패배 후 자모린의 두 장군 쿨헤나마리카르와 파치마리리카르가 포르투갈에 넘겨지면서 캘리컷과 시타와카의 동맹은 끝났다. 1543년 부바네카바후가 손자 다르마팔라를 후계자로 지명했다는 소식이 전해지자 또다시 침략이 시작되었고, 포르투갈군은 새 도독인 안토니오 바레토의 지휘 아래 군대를 지원받아 격퇴했다.

### 코테 정복 (1551~1581)
1550년 부왕 아폰수 데 노로나가 도착하고 약 500명의 포르투갈 병사로 구성된 파견대가 도착하면서 포르투갈의 코테 내정 간섭이 증가했다. 포르투갈은 그 해 말 시타와카에게 퇴짜를 놓았으나 도시를 유지하는 데 실패했다. 기록에 따르면 마야둔네는 포르투갈이 접근하면 단순히 수도를 대피시키고 주변 지역으로 후퇴하는 정책을 채택했으며 때로는 궁전의 조명을 불태우고 바닥에 하얀 천을 펼쳐 침략자들을 환영했다. 침략자들이 수도를 떠나면 왕의 군대는 켈라니강으로 내려가는 경로에서 그들을 괴롭혔다.
1551년 부바네카바후는 암살당했고, 왕국을 유지하기 위해 유럽 동맹국들에 크게 의존했던 다르마팔라가 그 뒤를 이었다. 1554년 콜롬보에 새로운 포르투갈 요새가 세워졌고, 1556년에는 콜롬보 요새 근처에 있던 7만 명의 주민들이 가톨릭으로 개종했다.
다르마팔라 왕 자신도 1557년에 가톨릭으로 개종하고 돔 주앙 페레이라 반다라라는 이름을 채택했다. 많은 수의 불교 성직자와 평민들이 강제 개종 소문 속에 박해를 두려워하며 왕국을 떠났다. 아마도 가장 중요한 것은, 이 땅에서 가장 신성한 물건이자 왕권과 유산의 전통적인 상징인 치아사리 유물이 코테 밖으로 밀반출되어 라트나푸라의 델가무 비하라야로 이송되었다는 것이다. 포르투갈인들은 그 유물이 불태워졌다고 주장하지만, 대중의 분노는 더욱 더 커졌다. 그 해에 돔 아폰소 페레이라 데 라세르다 대장은 시타와카의 침공을 격퇴했다.
1562년 코테는 반격에 나섰고, 라세르다는 켈라니 강둑을 따라 콜롬보에서 대규모 병력을 이끌고 있었다. 그들은 물레리야와에서 마야둔네의 아들 티키리 반다가 이끄는 군대를 만났고, 이후 물레리야와 사타나에서 벌어진 전투에서 포르투갈인과 수천 명의 라스카린인이 전사했고, 침공군은 패배했다. 이 승리로 티키리 반다가 "사자왕"이라는 별명을 얻으며 시타와카인들에게 심리적으로 큰 활력소가 되었다.
유리한 고지를 점한 마야둔네와 티키리 반다라는 1564년 코테를 두 갈래로 공격하여 코테와 콜롬보를 포위했다. 포르투갈군은 다르마팔라와 함께 코테에서 후퇴할 수밖에 없었고, 시타와카가 왕국의 대부분을 장악하게 되었다. 와탈라, 나가라가마, 마파네에 주요 시타와카군 주둔지가 세워졌다. 그러나 네곰보에서 갈레까지 이어지는 얇은 해안선과 콜롬보의 요새는 포르투갈 군함에 의해 바다에서 계속 보급되었고 한 세대 후 시타와카가 무너질 때까지 포르투갈의 수중에 남아있었다. 전략적으로 포르투갈은 왕국을 괴롭히고 소모적인 전쟁을 벌일 수 있었는데, 가장 유명한 것은 1574년 침략으로 네곰보, 칼루타라, 베루왈라를 약탈하고 나가라가마와 마파네의 시타와카 수비대를 추방하고 웰리가마와 칠로 지역을 황폐화시킨 사건이다. 포르투갈의 영향력은 1580년 다르마팔라가 자신이 죽으면 코테의 땅을 펠리페 2세에게 넘기겠다고 선언하면서 절정에 달했다.

### 라자싱하 1세
마야둔네는 1581년에 사망했고 라자싱하가 그 뒤를 이었다. 1582년에 즉위한 이 새로운 왕은 동쪽으로 캔디 왕국을 침략해 정복했고, 자프나 왕국과 남쪽의 포르투갈 소유지를 제외한 스리랑카섬 전체를 장악했다. 캔디 국왕인 카라리야드데반다라는 트린코말리로 도망쳤고 그 후 천연두로 사망했다. 그의 어린 딸 쿠스마사나 데비는 포르투갈인들의 보호 아래 들어갔고 그들은 그녀에게 도나 카트리나에게 세례를 준 후 10년 이상에 걸쳐 그녀의 이름으로 캔디의 왕좌를 주장했다. 캔디에 대한 라자싱하의 소유권은 그의 부왕 위라순다라 무디얀세의 반란에 의해 방해를 받았다. 봉기가 진압되었고 위라순다라가 살해당했지만 그의 아들 코나푸 반다라는 포르투갈 영토로 도망쳤다. 돈 후안이라고 세례를 받은 그는 시타와카 왕의 영원한 적수가 될 것이었다.
라자싱하의 궁정에서 포르투갈의 음모는 1583년과 1587년 사이에 극적인 결과를 낳았고, 수많은 귀족이 반역죄로 처형되었다. 가장 중요한 것은 라자싱하가 정적과 협력한 사실이 발각된 후 불교 성직자들에게 등을 돌린 것. 사원이 파괴되고 스리파다가 압수되어 힌두교 사제들에게 넘겨졌으며 라자싱하 자신도 힌두교로 개종했다. 불만을 품은 많은 사람들이 고지대로 피신했다. 코테에서는 다르마팔라 왕이 1583년 11월 4일에 1580년 기부를 공식화했다.

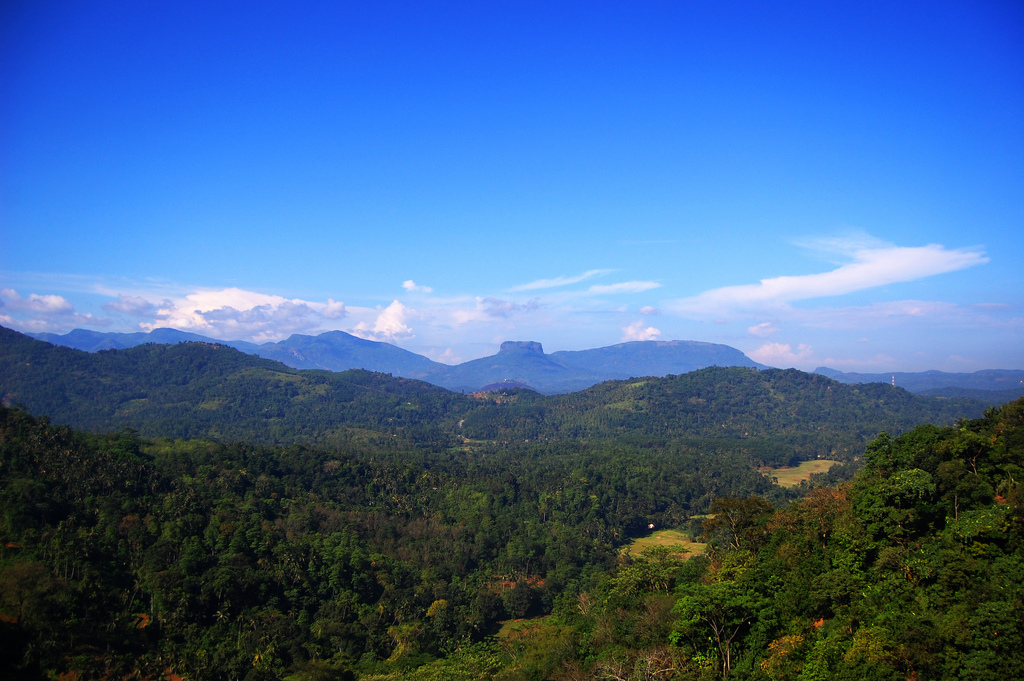
캔디 왕국의 산이 많고 숲이 우거진 지역에 대한 지배권을 주장하기는 어려웠다.

라자싱하는 유럽인들을 몰아내기 위한 노력을 배가하여 1587년까지 약 5만 명의 보병과 전쟁 코끼리, 기병, 현지에서 제조한 대포 등 다양한 병력을 모았다. 군대는 그해 22개월에 걸친 콜롬보 포위 공격을 시작했다. 시타와카의 해군이 없는 상황에서 고아에서 해로를 통해 공급받은 포르투갈군은 오랫동안 버틸 수 있었다. 캘리컷의 정책 변화로 남인도 왕국과의 오래된 동맹에 다시 불을 붙일 희망이 없었고, 라자싱하는 1588년 2월 내륙의 불안에 대처하기 위해 포위 공격을 포기할 수밖에 없었다.
라자싱하 치세 말기는 1591년 포르투갈의 북부 자프나 왕국 침공으로 인해 더욱 어려워진 국경 방어에 전념해야 했다. 이듬해 포르투갈군은 잠시 캔디를 점령했지만 추방당했다. 하지만 1590년대 초에 캔디로 돌아온 코납푸 반다라라는 새롭고 강력한 적이 등장했다. 비말라다르마수리야라는 이름을 얻은 그는 캔디의 왕좌를 차지한 후 불교로 개종하고 돈 카타리나와 결혼하여 자신의 주장을 정당화했다. 1593년에는 발라네와 마웰라에서 라자싱하를 물리치고 시타와카로부터 캔디의 독립을 사실상 확보했다. 라자싱하는 이듬해에 사망했다.
왕국의 인상적인 성공에도 불구하고 왕국의 안정은 순조로운 왕위 계승과 유능한 통치자에 달려 있었는데, 1593년(포르투갈이 실론의 첫 부왕을 임명하던 해) 라자싱하의 갑작스러운 죽음으로 이 두 가지 조건이 충족되지 않았고 시타와카는 1년도 채 되지 않아 통합된 정치 기능을 하지 못하게 되었다.

### 멸망과 유산
1594년 포르투갈 군대는 단투레 전역에서 도시를 약탈하고 내륙으로 진격하다가 비말라다르마수리야 휘하의 캔디 군대에 의해 추방되었다. 포르투갈은 17세기 초까지 스리랑카 저지대에서 최고의 권력자로 남아있었다가 라자싱하 2세와 그의 네덜란드 동맹국들에 의해 추방되었다.
비말라다르마수리야 1세의 치하에서 부활한 캔디 왕국은 시타와카를 약탈했고, 이후 200년 동안 유럽 세력에 대한 저항의 주요 원천이 되었다. 아비사웰라는 국경 도시로 전락했고, 왕실 단지는 결국 19세기 영국인들이 탐험할 때까지 정글 속으로 사라졌다.
| “ | 한 때 왕족의 거주지이자 상당한 의미가 있는 장소였던 시타와카는 이제 단지 이름에 불과하다. 도로를 따라 지나가는 여행자들에게는 한때 그랬었던 흔적이 이제 보이지 않는다. 그리고 한동안은 존재하지 않기로 되어 있었다. 거대한 석판으로 된 다리가 가로지르는 해자 안에 아주 작은 기단만 남아 있다. 기단의 벽은 영광스럽게도 단순하며, 섬세한 꽃이 핀 필렛과 돌로 만든 화환을 감상하려면 반드시 보아야 한다. 필렛을 제외하고 주요 장식품은 기둥을 부조로 남기기 위해 잘라내야 했던 완벽하게 평평한 부분으로 분리된 기둥이며, 평평한 부분 중 하나에는 디자인과는 전혀 관련이 없는 이상한 작은 앵무새가 있다. 인부들이 평평한 표면을 깎아내는 데 지쳐서 새들을 재미 삼아 부조로 남겨두었다가 다시는 깎아내지 않은 것은 분명하고 매우 유쾌한 일이다. | ” |
|   | — 존 데이비, 실론의 내부에 대한 설명, 1812년 |   |

## 군사
시타와카 왕국은 재래식 전쟁에서 유럽인들에게 도전할 수 있는 군사력으로 유명했고, 포르투갈인들을 해안가로 억제하는 데 성공했지만, 그들을 완전히 쫓아내려는 시도들은 성공하지 못했다. 포르투갈 자료에 따르면, 1587년까지 왕국은 6만 명의 개척자들과 하인들에 의해 지원되는 머스킷총과 야포, 그리고 2200마리의 코끼리와 4만 마리의 소로 무장한 5만-6만 명의 군인들을 양성할 수 있었다. 과장된 가능성에도 불구하고 군대는 3만 명을 넘었을 것으로 추정된다. 200명의 코끼리 전쟁 부대는 광활한 들판에서 포르투갈인들에게 파괴적인 효과를 주는데 사용되었지만, 요새화된 목표물들에 대해서는 주로 효과가 없었다.
시타와카가 이 섬에서 유럽의 발판을 완전히 제거하는 것을 막았던 가장 큰 약점은 공성전에 대한 미숙함과 약한 해군이었다. 시타와카는 이베리아 반도와 북아프리카의 무어인들과의 끊임없는 갈등으로 인해 공성전 경험이 훨씬 더 많았던 포르투갈인들이 건설한 요새에 상당한 피해를 입힐 수 있는 공성포가 부족했다. 따라서 시타와카는 공성전 동안 포르투갈의 요새를 채굴하기 위해 전적으로 큰 노동력에 의존해야 했다. 포르투갈인들은 그들의 우수한 해군을 사용하여 시타와카 군대를 폭격하고 인도로부터 지원군을 불러들임으로써 해안 요새를 방어했다. 라자싱하 1세는 유능한 해군을 건설하려고 시도했고 캘리컷의 쿤잘리 제독과 아체의 수마트라 해군에게 도움을 요청했다. 결과적으로 시타와카는 포르투갈 해군에 대해 효과적이지는 않았지만 무역과 보급을 방해할 수 있는 작은 해군을 구축할 수 있었다.

## 같이 보기
- 스리랑카
- 스리랑카의 역사